# Diorhabda
Diorhabda is een geslacht van kevers uit de familie bladkevers (Chrysomelidae). Het geslacht is in 1883 door Weise benoemd.

## Soorten
- Diorhabda brevicornis Jacoby, 1889
- Diorhabda carinulata (Desbrochers, 1869)
- Diorhabda elongata (Brullé, 1832)
- Diorhabda fischeri (Faldermann, 1837)
- Diorhabda inconspicua (Jacoby, 1894)
- Diorhabda koltzei (Weise, 1900)
- Diorhabda lusca Maulik, 1936
- Diorhabda nigrifrons (Laboissiere, 1914)
- Diorhabda octocostata Gahan, 1896
- Diorhabda persica (Faldermann, 1837)
- Diorhabda rickmersi (Weise, 1900)
- Diorhabda robusta (Jacoby, 1899)
- Diorhabda rybakowi (Weise, 1890)
- Diorhabda tarsalis (Weise, 1889)
- Diorhabda trirakha (Maulik, 1936)
- Diorhabda yulensis (Jacoby, 1886)